# Moskitiera (film)
Moskitiera (hiszp. La mosquitera) – hiszpański dramat filmowy z 2010 roku w reżyserii Agustiego Vili. Zdjęcia kręcono w Barcelonie.

## Obsada

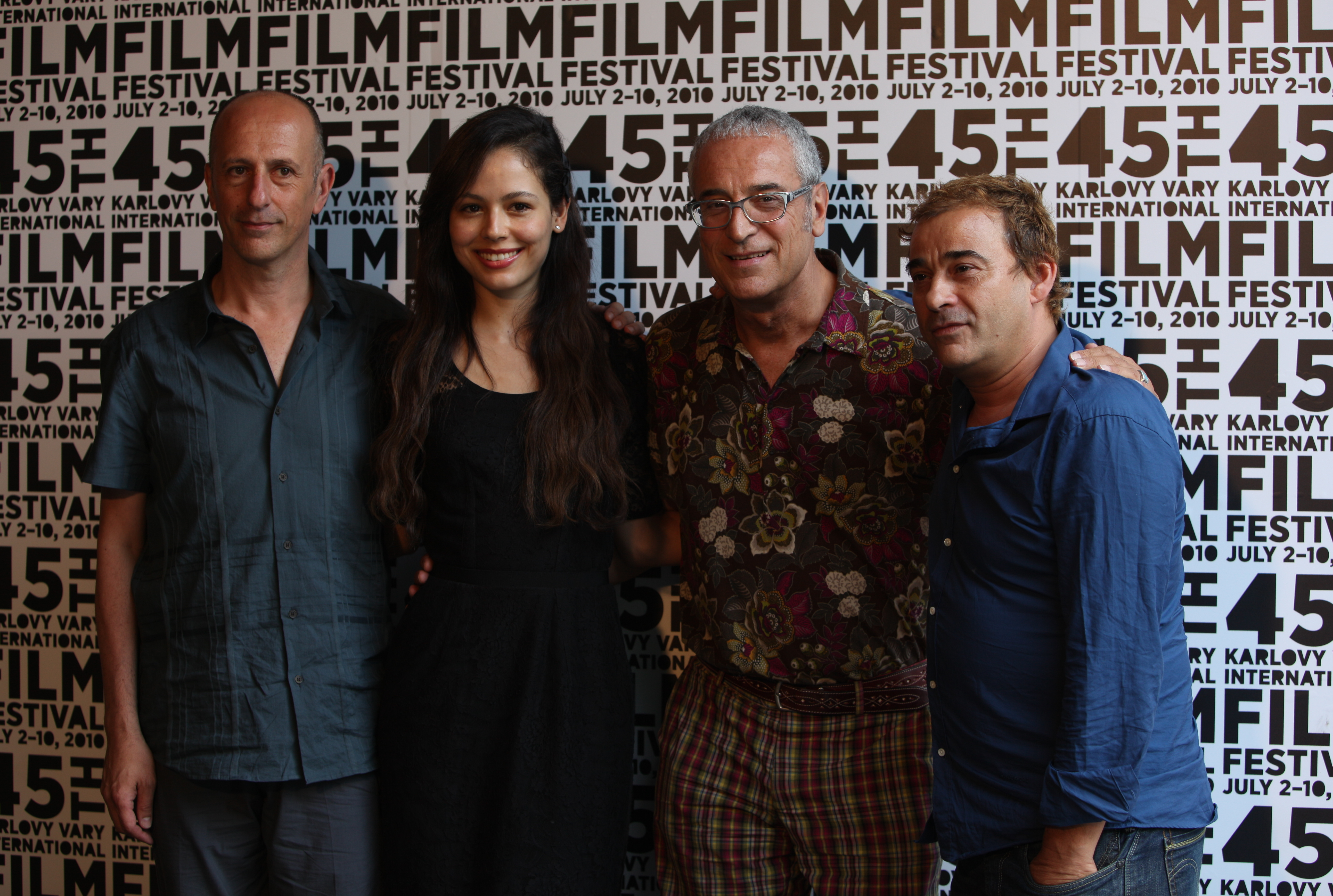
Ekipa filmu podczas 45. MFF w Karlowych Warach.

- Emma Suárez – Alícia
- Geraldine Chaplin – María
- Eduard Fernández – Miquel
- Martina García – Ana
- Àlex Batllori – Sergi
- Marcos Franz – Lluís

## Nagrody
Premiera Moskitiery miała miejsce podczas 45. MFF w Karlowych Warach, gdzie obraz otrzymał główną nagrodę Kryształowego Globusa. Emma Suárez otrzymała za kreację w filmie nominację do Nagrody Goya w kategorii najlepsza aktorka pierwszoplanowa.